# Centro Desportivo de Fátima
Centro Desportivo de Fátima je portugalski nogometni klub iz gradića Fátime. Klub je utemeljen 1951. godine. U sezoni 2019./20. klub igra u Campeonato de Portugal (3. rang), u Serie C.

## Vanjske poveznice
- Službene stranice